# Acetylacetone
Acetylacetone er en organisk forbindelse, der eksisterer i to tautomeriske former, der interkonverterer hurtigt og i de fleste sammenhænge betragtes som en enkelt forbindelse. Selvom forbindelsen formel som diketone-formen, pentan-2,4-dione, udgør enolformen en betragtelig del af materialet og er den foretrukne form i mange opløsninger. Det er en farveløs væske, der er et forstadie til acetylacetonat (acac), en udbredt bidentat-ligand. Det er også en byggeblok til syntese af heterocykliske forbindelser.